# Essay, Orne

Essay este o comună în departamentul Orne, Franța. În 1 ianuarie 2022 avea o populație de 543 de locuitori.